# Soy puro mexicano
Soy puro mexicano es una película de suspenso y comedia mexicana de 1942, dirigida y escrita por Emilio «El Indio» Fernández, y protagonizada por Pedro Armendáriz, Janet Alcoriza y David Silva. La película fue la primera en el cine de México donde había una marcada propaganda de la Segunda Guerra Mundial, estrenándose seis meses después de que aquel país había declarado la guerra a las Potencias del Eje. Su trama también ha generado comparaciones con la película estadounidense All Through the Night, estrenada el mismo año.

## Sinopsis
En plena Segunda Guerra Mundial un bandido mexicano logra escapar de la cárcel, y con sus secuases, llega a una hacienda que resulta ser una red de agentes de las Potencias del Eje.

## Reparto
- Pedro Armendáriz como Guadalupe Padilla
- Janet Alcoriza como Raquel
- David Silva como Juan Fernández
- Andrés Soler como Osoruki Kamasuri
- Margarita Cortés como Conchita
- Charles Rooner como Rudolph Hermann von Ricker
- Antonio Bravo como Agente X 32
- Luis Aguilar como Rafael
- Alfredo Varela como Pepe
- Miguel Inclán como Pedro
- Armando Soto La Marina como Ángel
- Conchita Sáenz como Mamá de Conchita
- Stephen Berne como Esbirro de Rudolph
- Alejandro Cobo
- Max Langler
- Pedro Vargas